# F-1 World Grand Prix II
Der F-1 World Grand Prix II ist der zweite Teil von Paradigms Rennsimulation-Reihe.

## Spielprinzip
Im F-1 World Grand Prix II wird die gesamte Formel-1-Weltmeisterschaft 1998 im Zeitraum vom 8. März 1998 bis zum 1. November 1998 dargestellt. Lediglich Jacques Villeneuve ist nicht enthalten, stattdessen gibt es einen Driver Williams. Hierbei muss vor jedem Rennen das Fahrzeug den Streckenbedingungen und dem persönlichen Fahrstil angepasst werden. Wechselndes Wetter, auftretende Defekte und Kollisionen können dem Spieler einen Strich durch die Rechnung machen.

### Spielmodi
Im Einzelspielermodus gibt es folgende Modi:
- Grand Prix
- Einzelrennen
- Challenge
- Zeitrennen
- TV-Kamera

Zwei Spieler können im Splitscreen gegeneinander antreten.

## Nachfolger
Der F-1 World Grand Prix III war in Entwicklung, erschien aber nicht.

## Rezeption
Ähnlich wie sein Vorgänger, erhielt der Titel gute Kritiken. Besonders gelobt wurden unter anderem das Beheben von Programmfehlern und das Schaffen einer dichten Atmosphäre.